# Marcus Behmer

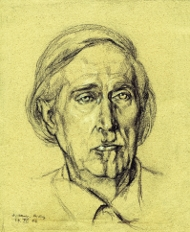
Marcus Behmer (portret door Dorothea Werner, 27-6-1947)

Marcus Michael Douglas Behmer (Weimar,  1 oktober 1879 – Berlijn,  12 september 1958 ) was een Duits illustrator, graficus, kunstschilder en boekbandontwerper. 
Marcus Behmer was een zoon van de schilder Hermann Behmer (geboren 13 november 1831 in Merzien; overleden in juli 1915 in Weimar ). Zijn broer Joachim Behmer was ook een kunstenaar.  
Zijn artistieke begin was, zoals hij schrijft in een brief in 1896, het illustreren van Oscar Wilde's Salome, een uitgave van het Insel Verlag. Zijn vroege werk is beïnvloed door de Engelse kunstenaar Aubrey Beardsley. Omdat hij al snel brak met zijn art-nouveau-ontwerpen, ging hij over op het expressionisme en de nieuwe impulsen van de Wiener Werkstätte. 
Vanaf 1902 maakt Behmer illustraties voor boeken. Hij werkte voor de Cranach Pers van graaf Harry Kessler en bovenal, na tal van artikelen voor maandelijkse tijdschrift "Der Insel" voor het Insel Verlag.
Vanaf 1914 nam hij als militair deel aan de Eerste Wereldoorlog (in Vlaanderen en Polen). In de zomer van 1917 werd hij ziek na een operatie in het veld, en werd zes weken opgenomen in het militair hospitaal van Jarny. Tijdens zijn tijd in het leger maakte hij veel portretten van jonge soldaten.   
Behmer was al sinds 1903 lid van de eerste homo-organisatie in de wereld in Berlijn. Tot nu toe was het niet bekend, dat Behmer in april 1937 veroordeeld werd door een rechtbank in Konstanz en een gevangenis straf van twee jaar kreeg.
Vanaf 1943 leefde Behmer leefde bij de familie van Donald Helmrich, dochter van Ernst Hardt, in Berlijn-Charlottenburg. 

## Illustraties voor boeken door Behmer
- Annemarie von Nathusius: Freie Worte. Berlin, Eckstein, (1902).
- Oscar Wilde: Salome. Leipzig, Insel, 1903.
- H. de Balzac: Das Mädchen mit den Goldaugen. Leipzig, Insel Verlag 1904.
- Ernst Hardt: Ninon von Lenclos. Insel Verlag, Leipzig, 1905.
- Ernst Hardt: Tantris der Narr. Breitkopf & Härtel Insel Verlag, Leipzig, 1907.
- Brüder Grimm: Sechs Märchen. Brandus, Berlin, 1918.
- Ecclesiastes oder der Prediger Salomo. Holten, Berlin, 1920.
- Von dem Fischer un syner Fru. Leipzig, Insel Verlag, Leipzig 1920 (Insel-Bücherei Nr. 315)
- Euphorion Verlag: Verlagsbericht über das Gründungsjahr. Met een originele ets van Marcus Behmer en een originele litho van Hermann Struck. Berlin 1920.
- Der Prophet Jona nach Luther. Insel Verlag, Leipzig, 1920-30.
- Johannes Secundus (d. i. J. N. Everaerts): Basia. Officina Serpentis, Berlin, 1921

## Bron
- Artikel in Duitstalige Wikipedia

- Bibliothèque nationale de France: cb14969304w (data)
- CiNii: DA02769644
- Gemeinsame Normdatei: 118508393
- International Standard Name Identifier: 0000 0001 0968 8778
- Library of Congress Control Number: n87808080
- Nationale Bibliotheek van Letland: 000268567
- Nationale Bibliotheek van Tsjechië: xx0014193
- Nationale bibliotheek van Australië: 35537855
- Nationale Bibliotheek van Israël: 987007258191205171
- Nederlandse Thesaurus van Auteursnamen: 070260346
- Réseau des bibliothèques de Suisse occidentale: 02-A002985058
- RKD-Nederlands Instituut voor Kunstgeschiedenis: 5984
- Système universitaire de documentation: 112279503
- Trove: 988727
- Union List of Artist Names: 500043653
- Virtual International Authority File: 47034384
- WorldCat: E39PBJdGKmJ3T94r7PXTmyqJDq